# Reichenbachia juncorum
Reichenbachia juncorum är en skalbaggsart som först beskrevs av Leach 1817.  Reichenbachia juncorum ingår i släktet Reichenbachia, och familjen kortvingar. Arten är reproducerande i Sverige.